# Bulbophyllum talauense
Bulbophyllum talauense é uma espécie de orquídea (família Orchidaceae) pertencente ao gênero Bulbophyllum. Foi descrita por Johannes Jacobus Smith e Cedric Errol Carr em 1932.